# Бог на белите полета
Английската фраза God of the gaps („Бог на белите полета“, „Бог на пропуските“) обозначава тенденцията защитниците на теизма да свързват всичко, което все още няма задоволително научно обяснение, с наличието на Бог. По такъв начин ролята на Бог се ограничава до „белите полета“ в научните обяснения за природата. Идеята включва взаимодействията между религиозни обяснения на природата с обяснения, давани от науката. В рамките на традиционното виждане за Бог като съществуваща реалност „над природата“, с напредъка на науката да обяснява все повече и повече неща, разбираният спектър на ролята на Бог е с тенденция да се свива.
Изразът „Бог на белите полета“ е често използван за описание на отдръпването на религията пред увеличаващите се изчерпателни научни обяснения на природните явления. Пример от поредица съждения е позицията на ранни религиозни описания на обекти и явления (като Слънцето, Луната, звездите, гръмотевиците и светлината), поставяни във владение на Бог или Богове, създадени и контролирани от него или от тях. При откриването на научни обяснения от областите на астрономията, метеорологията, геологията, космологията и биологията, нуждата от висше същество (бог) за обяснение на явления постепенно намалява, ограничавайки се до все по-малки празноти в познанието.

## Произход на израза
Автор на израза е Хенри Дръмонд, евангелистки учител от 19 век.

## Аргументи от типа „Бог на белите полета“
Аргумент от типа „Бог на белите полета“ е такъв аргумент, който приема, че непознато явление може да се обясни като „Божие дело“ (на български този юридически термин се превежда като „форс мажор“). Този аргумент е вид аргумент от незнание. Най-често той приема следната форма:
- съществува празнота (бяло поле) в научното знание
- празнотата се обяснява с действието на Бог (с което по обратен път се „доказва“ съществуването на Бог)

Пример за такъв аргумент е твърдението: „Не мога да си представя, че [еди какво си] може да стане по-друг начин, освен чрез намесата на Бог“. Друг пример „Понеже науката не може да проумее как точно падат ябълките, то трябва Бог да е този, който предизвиква това“.
Аргумент от типа „Бог на белите полета“ е често обект на критика, защото т.нар. обяснение, което той дава на някакво необяснено явление, всъщност не е никакво обяснение. Става въпрос за аргумент от незнание.